# Alessandra Giuseppina Grassi Herrera
Alessandra Giuseppina Grassi Herrera (Ciutat de Mèxic, 29 d'agost de 1976) és una ciclista mexicana, ja retirada, que també té nacionalitat italiana. Ha guanyat diferents campionats, tant nacionals com continentals. El 2007 guanyà una medalla de plata als Jocs Panamericans. El 2008 va prendre part en els Jocs Olímpics d'Estiu de Pequín.
És filla del també ciclista Giuseppe Grassi.

## Palmarès
- 1999
  -  Campiona de Mèxic en ruta
  -  Campiona de Mèxic en contrarellotge
- 2000
  -  Campiona de Mèxic en contrarellotge
- 2005
  -  Campiona de Mèxic en ruta
- 2006
  -  Campiona de Mèxic en ruta
  -  Campiona de Mèxic en contrarellotge
- 2007
  -  Campiona de Mèxic en contrarellotge
- 2008
  -  Campiona de Mèxic en ruta
  -  Campiona de Mèxic en contrarellotge
- 2009
  - 1a al Campionat Panamericà en contrarellotge